# Симультанная агнозия
Симультанная агнозия, симултанагнозия — одна из форм зрительных агнозий, характеризующаяся нарушением способности одновременного восприятия нескольких объектов или целой ситуации. Больной при таком нарушении может воспринимать только тот объект, который находится в фокусе внимания. При симультанной агнозии наблюдается сохранность полей зрения.
Переведение внимания с одного объекта на другой приводит к полной потере для зрения пациента предыдущего объекта.

## История изучения
В 1909 году венгерский психиатр М. Балинт описал случай двустороннего поражения затылочно-теменной области головного мозга, при котором у больного наблюдалось сужение объема зрительного восприятия. Больной различал объекты и их изображения, но он не мог одновременно воспринимать несколько объектов. Больной мог одновременно воспринимать только один объект, вне зависимости от его размеров. Это нарушение сопровождалось симптомом атаксии взора (невозможность плавного перевода взора с одного предмета на другой).
Симултанагнозия является одним из трех основных симптомов синдрома Балинта, который является не до конца исследованной и редкой разновидностью нейропсихологических нарушений. Термин «симултанагнозия» был впервые введен Вольпертом в 1924 году для описания состояния, в котором пациент не мог различать более одного объекта из общей визуальной картины (в том числе концентрировать внимание).
Французский психолог и психиатр Пьер Жане описал симультанную агнозию у польского офицера после двустороннего ранения теменной области головного мозга. У него наблюдалось сужение зрительного восприятия и зрительных представлений. Он мог одновременно представить или припомнить только один зрительный объект.
Похожие наблюдения были проведены Г. Холмсом в 1919 году, позднее, в 1959 году, — А. Р. Лурией. Во всех описанных случаях наблюдалось нарушение синтеза элементов в целые группы.

## Симптомы
У больных с данным нарушением наблюдаются следующие симптомы:
- Больной видит только один объект из всех, что находятся перед ним;

- Нарушение движений глаз («атаксия взора»)[4];

- Больной не может нарисовать точку в центре круга (так как одновременно воспринимает либо сам круг, либо кончик карандаша);

- Больной не может обвести контур предмета;

- Трудности при написании слов по линии (не соблюдает строку).

Пациенты с данным диагнозом, как правило, имеют ограниченное пространственное окно визуального внимания и не могут видеть более одного объекта в визуальной области. Также пациенты не способны концентрировать внимание на более чем одном объекте в визуальной области. Вследствие этого пациенты не способны полностью понимать значение различных сцен, происходящих у них на глазах.

## Диагностика
Симультанная агнозия может быть диагностирована, если пациента попросить обвести фигуру по контуру, поставить в центр фигуры точку, провести линию между двумя фигурами. Также можно давать пациенту задание писать предложения, соблюдая строку (писать по проведенной линии), и оценить, что происходит на сюжетных картинках, например, «Бостонская кража печенья».

## Локализация поражения
Симультанная агнозия наблюдается при одновременном поражении теменно-затылочной области головного мозга. Часто наблюдается при поражении только правого полушария.
И. П. Павлов предполагал, что причиной симультанной агнозии может являться ослабленная патологическим процессом кора головного мозга, которая не может одновременно реагировать на два раздражения.
Симултанагнозия делится на два типа: дорсальная и вентральная. Оба типа связаны с повреждениями различных отделов мозга.
Дорсальный тип получил название «Дорсальный контур». Он возникает при повреждении на стыке теменной и затылочной долей.
Вентральная симултанагнозия возникает в результате повреждения левого нижнего затылочно-височного перехода. Пациенты с данным типом расстройства могут воспринимать несколько объектов, однако распознавание их происходит по частям и крайне ограниченно.